# マティルド・ド・モルニー

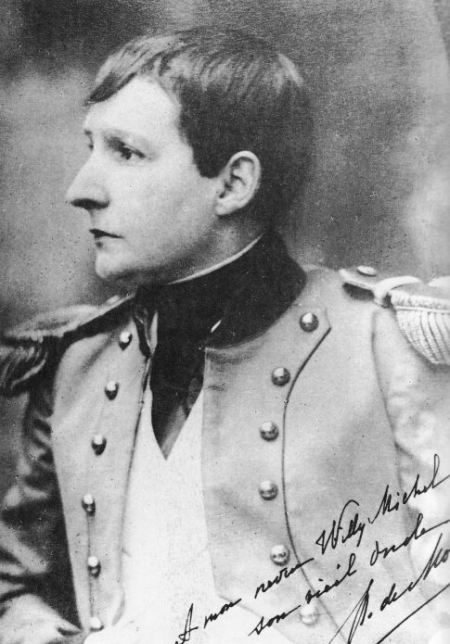
マティルド・ド・モルニー

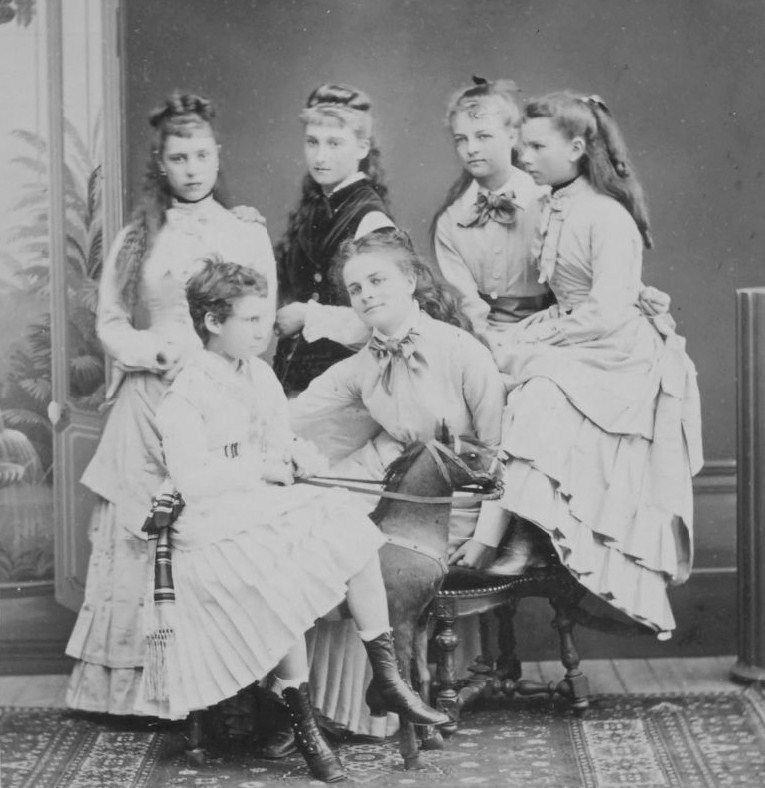
幼少期のモルニー（左前の短髪の少女）と母方トルベツコイ家の従姉妹たち

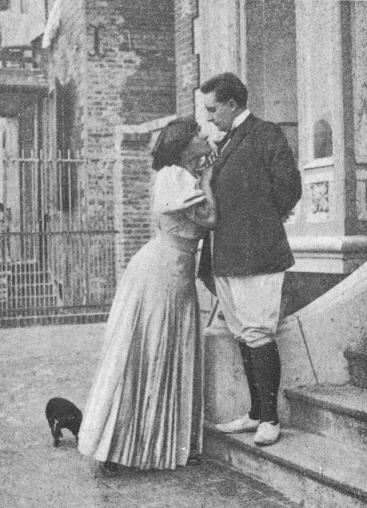
モルニー（右側）とコレット

ベルブフ侯爵夫人マティルド・ド・モルニー（Mathilde de Morny, marquise de Belbeuf, 1863年5月26日 パリ7区 - 1944年6月29日 パリ16区）は、フランスの貴族女性・芸術家。男装者としてベル・エポック期のパリの著名人の一人となった。

## 生涯
第二帝政期の政治家シャルル・ド・モルニー公爵とそのロシア人の妻ソフィヤ・セルゲーエヴナ・トルベツカヤ公爵令嬢の間の第4子・次女。父はフランス皇帝ナポレオン3世の異父弟であり、母はロシア皇帝ニコライ1世の認知されなかった私生児だと言われていた。十代の頃から男装で生活するようになる。
1881年、モルニーは公然たる女性同性愛者だったにもかかわらず、第6代ベルブフ侯爵ジャック・ゴダール・ド・ベルブフ（1850年 - 1906年）と結婚。ただしゴダール・ド・ベルブフ家最後の末裔だった夫も公然たる男性同性愛者だった。2人は1903年に離婚した。1882年、結婚直後に社交界に現れたモルニーの様子はゴシップ雑誌『ヴァニティ・フェア』の誌上で次のように評されている、「チュール地を重ねた、青みの強い藤色のシルクドレスを着ている。美人とは言えないが、独特な顔立ちをしている。青白い肌、固い表情、黒々した瞳、豊かな金髪をしている」。
ベル・エポック時代、女性同士の恋愛感情の表明はファッショナブルなものと捉えられていたにもかかわらず、その実践者の一人であったモルニーは強い批判に晒された。その原因は主に、モルニーの男性的な振る舞いと服装にあった。当時、いくら個人主義が浸透しつつあったとはいえ、女性がズボンをはく姿は社会通念に反する忌避すべき事柄と見なされた。19世紀の男装女性画家ローザ・ボヌールが警察からズボンをはくことを許可されやすいという理由で田舎での活動を選んだことが、その傍証である。モルニーは堂々とスリーピース・スーツを着こなし、当時のフランスでは女性の着用が原則禁止だったズボンもはき、短髪にし、男性と同じように葉巻を吸った。モルニーは家族や友人から「ミッシー（Missy）」と呼ばれていたが、この愛称のアナグラムである「イッシム（Yssim）」、男性名である「マックス（Max）」「マックス叔父さん（Oncle Max）」を称した。またベルブフ侯爵夫人であったことから、男性形の「侯爵様（Monsieur le Marquis）」とも名乗った。
モルニーは彫刻家・画家として活動し、エドゥアール＝フランソワ・ミレー・ド・マルシー（アドルフ・サックスの娘婿）の門下として彫刻を学んだ。
モルニーは女性同性愛者として複数の女性の恋人を持ち、その中にはリアーヌ・ド・プジーやコレットがいた。1906年の夏から、モルニーはコレットとル・クロトワのヴィラ・ベル・プラージュ（Villa Belle Plage）で同棲し始め、コレットはモルニーと一緒に暮らした時期に『ブドウの蔓（Les Vrilles de la vigne）』や、ミュジドラがヒロインを演じた映画の原作となった『さすらいの女（La Vagabonde）』を執筆した。1907年1月3日、コレットとモルニーはムーラン・ルージュで『エジプトの夢（Rêve d'Égypte）』と題したパントマイムを演じた。モルニー演じる男性のエジプト学者がコレット演じる女性と恋に落ち、キスをする場面は観客の怒りを呼び起こして暴動寸前の混乱を生み、パリ警視総監ルイ・レピーヌの命令で上演は中止された。この事件以降、モルニーとコレットは同棲を解消せざるを得なくなり、1912年には恋人関係も終わっている。コレットは1932年に執筆した『純粋なものと不純なもの（Le Pur et l'impur）』にモルニーをモデルとした「女騎士（ラ・シュヴァリエール／La Chevalière）」という人物を登場させており、「黒ずくめの男装者で、豪放磊落な雰囲気を漂わせ…高貴な血統を誇り、雑踏を歩く姿はどこぞの国の王子様のようである」と描写している。
1910年6月21日、コレットとアンリ・ゴーティエ＝ヴィラールとの離婚が成立した日、コレットとモルニーはブルターニュ地方サン＝クロンの「ロズヴァン（Rozven）」という城館を購入した。売り手のデュ・クレスト男爵という人は、男装をしたモルニーとの契約を拒否したため、コレットが代わりに契約書にサインした。2年後に離別した後、城館はコレットが所有し続けた。
1944年5月末、81歳のモルニーはコレットに「ハラキリの真似事」と表現されるような自殺を試みたが、未遂に終わった。翌月末、モルニーはガスストーブのガス吸引による自殺を遂げた。

## 引用・脚注
1. ↑  "Things in Paris," Vanity Fair, 13 May 1882, page 275
2. ↑  Crane, Diana (1999). “Clothing Behavior as Non-Verbal Resistance: Marginal Women and Alternative Dress in the Nineteenth Century”. Fashion Theory (Berg Publishers) 3 (2):  241–268. doi:10.2752/136270499779155078. ISSN 1362-704X. (pdf p.16)
3. ↑  Flower, John (2013). Historical Dictionary of French Literature. Scarecrow Press, page 145
4. ↑  Rodriguez, Suzanne (2002). Wild Heart: Natalie Clifford Barney and the Decadence of Literary Paris. Harper Collins, p 131
5. ↑  Benstock, Shari (1986). Women of the Left Bank: Paris, 1900-1940. University of Texas Press, pages 48-49
6. ↑  Frédéric Maget, president of the Société des Amis de Colette, « Colette en ses demeures », in La Marche de l'Histoire, 28 November 2011
7. ↑  Colette (1994). Pichois, Claude. ed (フランス語). Lettres à Marguerite Moreno. Flammarion. p. 287. ISBN 9782080670311 2022年1月12日閲覧。
8. ↑  Francis, Claude; Gontier, Fernande (1998). Creating Colette: From Baroness to Woman of Letters, 1912-1954. Steerforth Press. p. 217. ISBN 9781883642761 2022年1月12日閲覧。